# Прибрежная высокоскоростная пассажирская линия Шанхай — Ханчжоу — Фучжоу — Шэньчжэнь

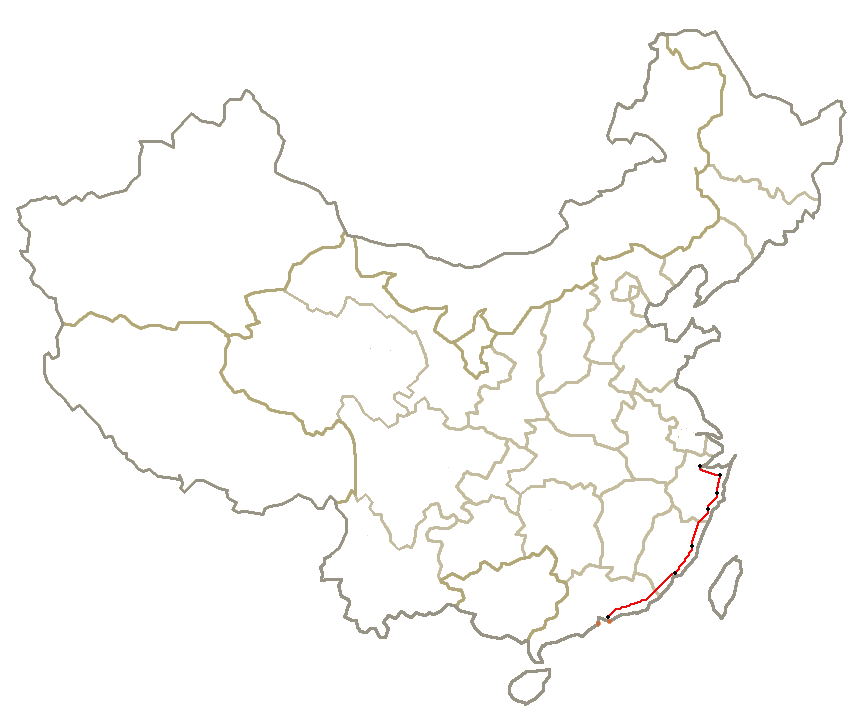
Прибрежная высокоскоростная пассажирская линия Шанхай — Ханчжоу — Фучжоу — Шэньчжэнь

Прибрежная высокоскоростная пассажирская линия Шанхай — Ханчжоу — Фучжоу — Шэньчжэнь (кит. трад. 东南沿海快速通道) — широкомасштабный проект по организации беспересадочного железнодорожного сообщения между крупнейшими городами Китая и провинциальными центрами, соединяющий город Шанхай, столицу провинции Чжэцзян город Ханчжоу, столицу провинции Фуцзянь город Фучжоу, крупные промышленные и культурные центры Нинбо, Вэньчжоу, Тайчжоу и Шэньчжэнь. Дорога по большей части не строилась параллельно существующим трассам, а прокладывалась заново по сильно изрезанному побережью. Значительную часть дороги составляют мосты и тоннели. По этой причине стоимость дороги крайне высока. Однако дорога очень эффективна по причине густой населённости районов и отсутствия альтернативного скоростного и часто прямого транспорта. Большинство высокоскоростных железных дорог в Китае следуют прежним трассам, но на прибрежном участке железных дорог никогда не было. В первой половине XX века гражданские войны и нестабильность политической ситуации в Китае не способствовали строительству железных дорог. Во время холодной войны КНР опасалась вторжения со стороны Тайваня, и железные дороги строились в глубине страны. Только в конце 1990-х годов политическая ситуация позволила планировать такую дорогу.
Проект является частью глобального проекта строительства сети высокоскоростных железных дорог в Китае, основная часть которой соответствует формуле «4 + 4» — четыре меридиональные высокоскоростные линии с севера на юг, и четыре широтные с востока на запад.
Эта меридиональная трасса длиной около 2000 км на участке Шанхай — Нинбо рассчитана на движение со скоростью 350 км/ч (с 2011 года понижено до 300 км/ч), а на последующем участке Нинбо — Шэньчжэнь рассчитана на движение со скоростью 250 км/ч (с 2011 года понижено до 200 км/ч).

## История строительства
Железная дорога строилась по участкам, которые вводились в эксплуатацию поочерёдно. Начало строительства — 1 августа 2005 года. Два участка Нинбо — Вэньчжоу — Фучжоу были пущены 28 сентября 2009 года, далее дорога была продлена от Фучжоу до города Сямынь 28 апреля 2010 года, северный участок дороги Шанхай — Ханчжоу был запущен 28 сентября 2010 года.
Тяжёлая железнодорожная катастрофа на мосту перед Вэньчжоу привела к пересмотру планов строительства и задержки пуска в эксплуатацию новых линий. Соединительный участок Ханчжоу — Нинбо планировался к концу 2011 года, однако задержался и открылся в июне 2012 года. Последний большой участок Сямынь — Шэньчжэнь также планировался к концу 2011 года, но строительство задержалось, и открытие было в конце 2013 года.

## Структура пассажирской линии
Трасса тянется с севера на юг и из следующих железных дорог-секций:

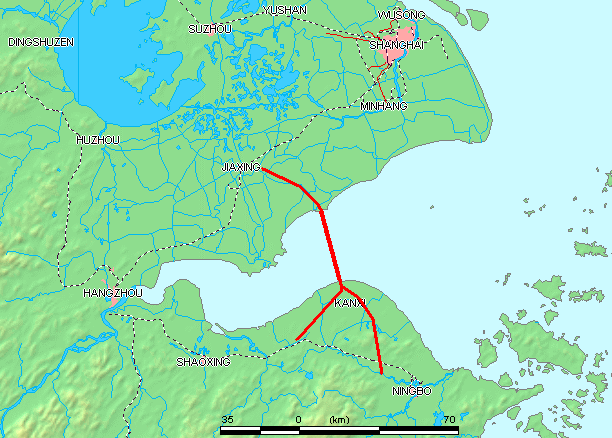
Мост через залив Ханчжоувань

1. Скоростная железная дорога Шанхай — Ханчжоу (200 км). Пущена в эксплуатацию в 2010 году. Является также начальным участком Высокоскоростной пассажирской линии Шанхай — Куньмин.

1. Скоростная железная дорога Ханчжоу — Нинбо (152 км). Пущена в эксплуатацию в 2013 году в объезд залива. До 2020 года планируется построить дополнительный железнодорожный мост через залив Ханчжоувань, который позволит проложить железную дорогу прямо от Шанхая до Нинбо минуя Ханчжоу.
2. Скоростная железная дорога Нинбо — Тайчжоу — Вэньчжоу (275 км). Пущена в эксплуатацию в 2009 году. На этом участке в июле 2011 года произошла тяжёлая катастрофа.
3. Скоростная железная дорога Вэньчжоу — Фучжоу (298 км). Пущена в эксплуатацию в 2009 году.
4. Скоростная железная дорога Фучжоу — Сямынь (275 км). Пущена в эксплуатацию в 2010 году.
5. Скоростная железная дорога Сямынь — Шэньчжэнь (502 км). Пущена в эксплуатацию в 2013 году.[2][3] Завершить строительство по плану к концу 2011 года не удалось по причине аварии в Вэньчжоу, после которой требования к высокоскоростным дорогам резко ужесточились.[2][3] Чуть ранее (летом 2012) был введён в строй участок до Чжанчжоу как часть скоростной дороги Лунъянь — Сямынь (Longyan-Xiamen Railway).

## Катастрофа 2011 года
23 июля 2011 поезд D3115, следовавший от Ханчжоу до Фучжоу застрял на виадуке перед станцией Вэньчжоу — Южная, потеряв питание. Сзади следовал поезд CRH D301 от Пекина до Фучжоу, который врезался в D3115. Четыре вагона сошли с рельсов и упали с виадука, погибло около 40 человек и получили тяжёлые ранения около 200 человек.

## Соединения с другими высокоскоростными магистралями
В Шэньчжэне дорога соединяется с Высокоскоростной пассажирской линией Пекин — Гонконг.
В Ханчжоу дорога разветвляется, ей другой ветвью является Высокоскоростная пассажирская линия Шанхай — Куньмин.